# Acosmeryx sericeus
Acosmeryx sericeus är en fjärilsart som beskrevs av Misk. 1891. Acosmeryx sericeus ingår i släktet Acosmeryx och familjen svärmare. Inga underarter finns listade i Catalogue of Life.

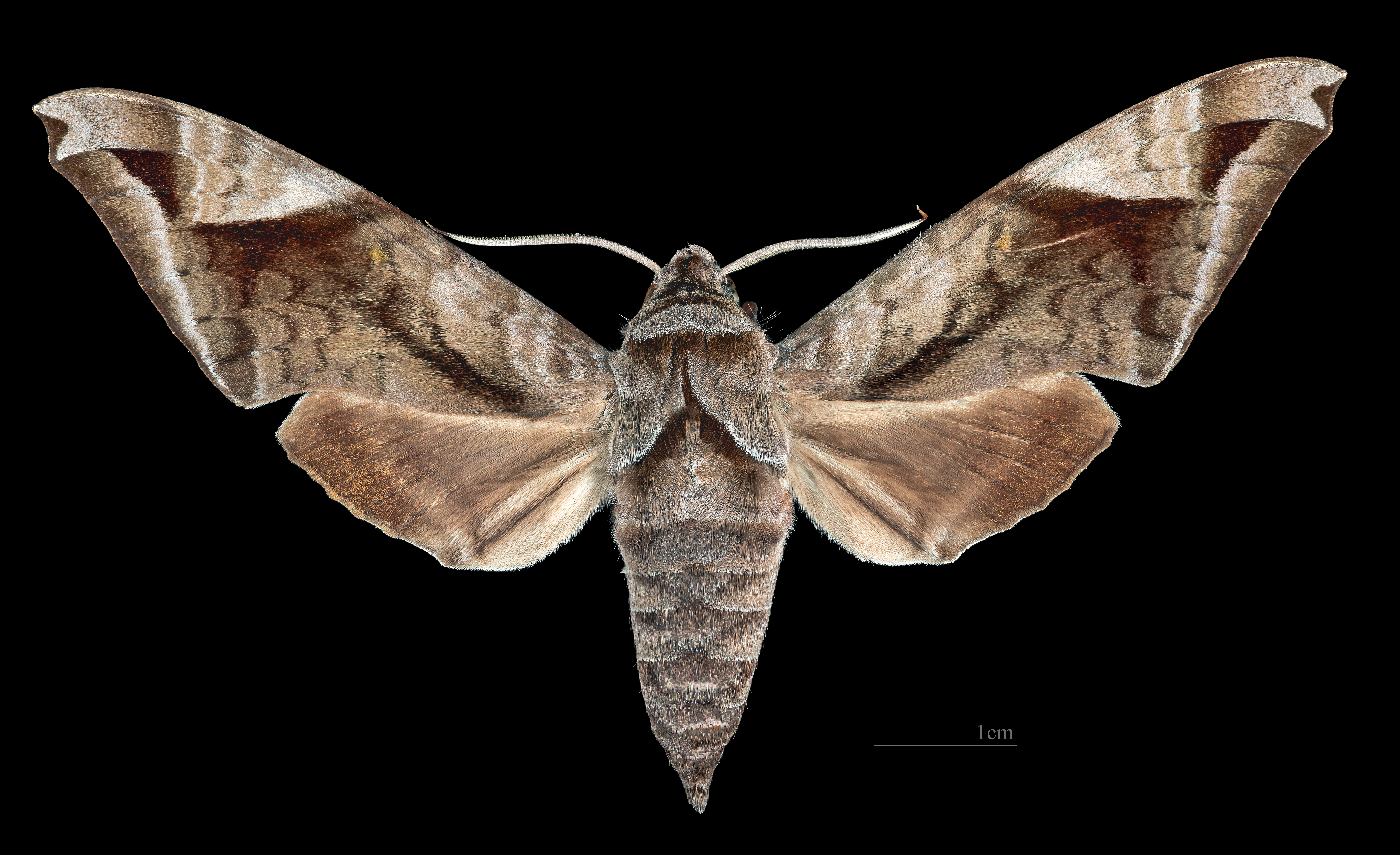
Acosmeryx sericeus ♂
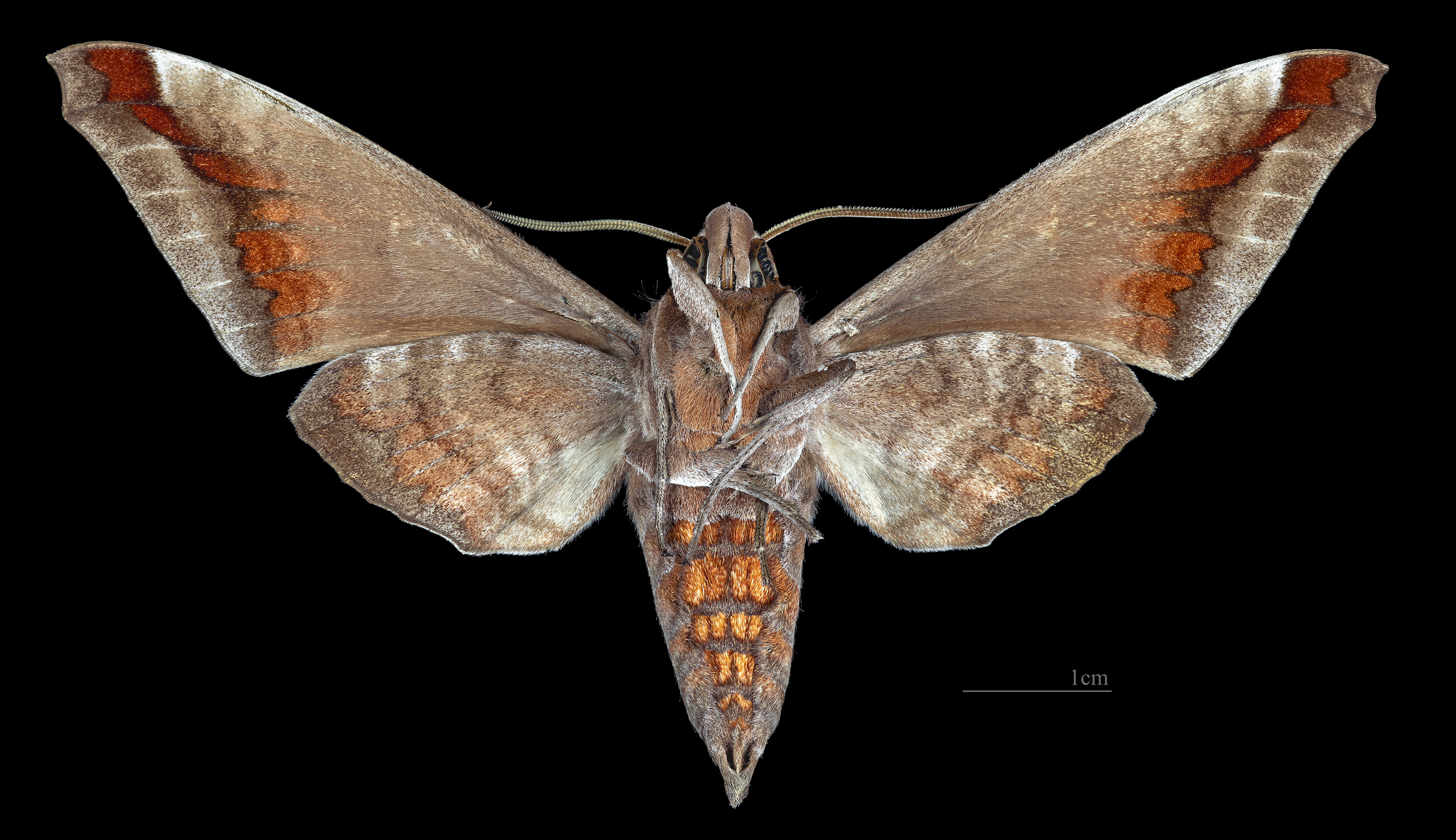
Acosmeryx sericeus ♂   △
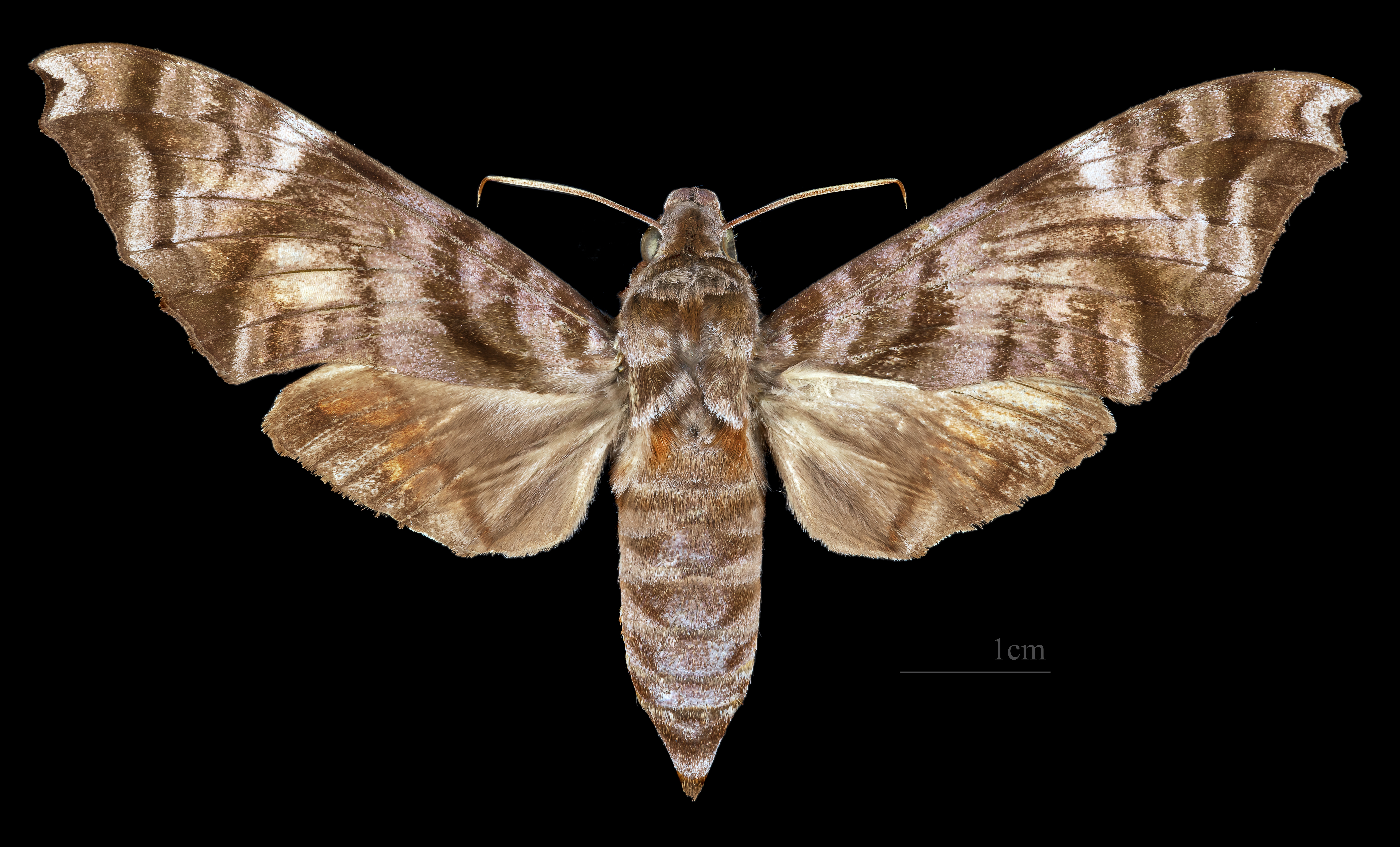
Acosmeryx sericeus   ♀
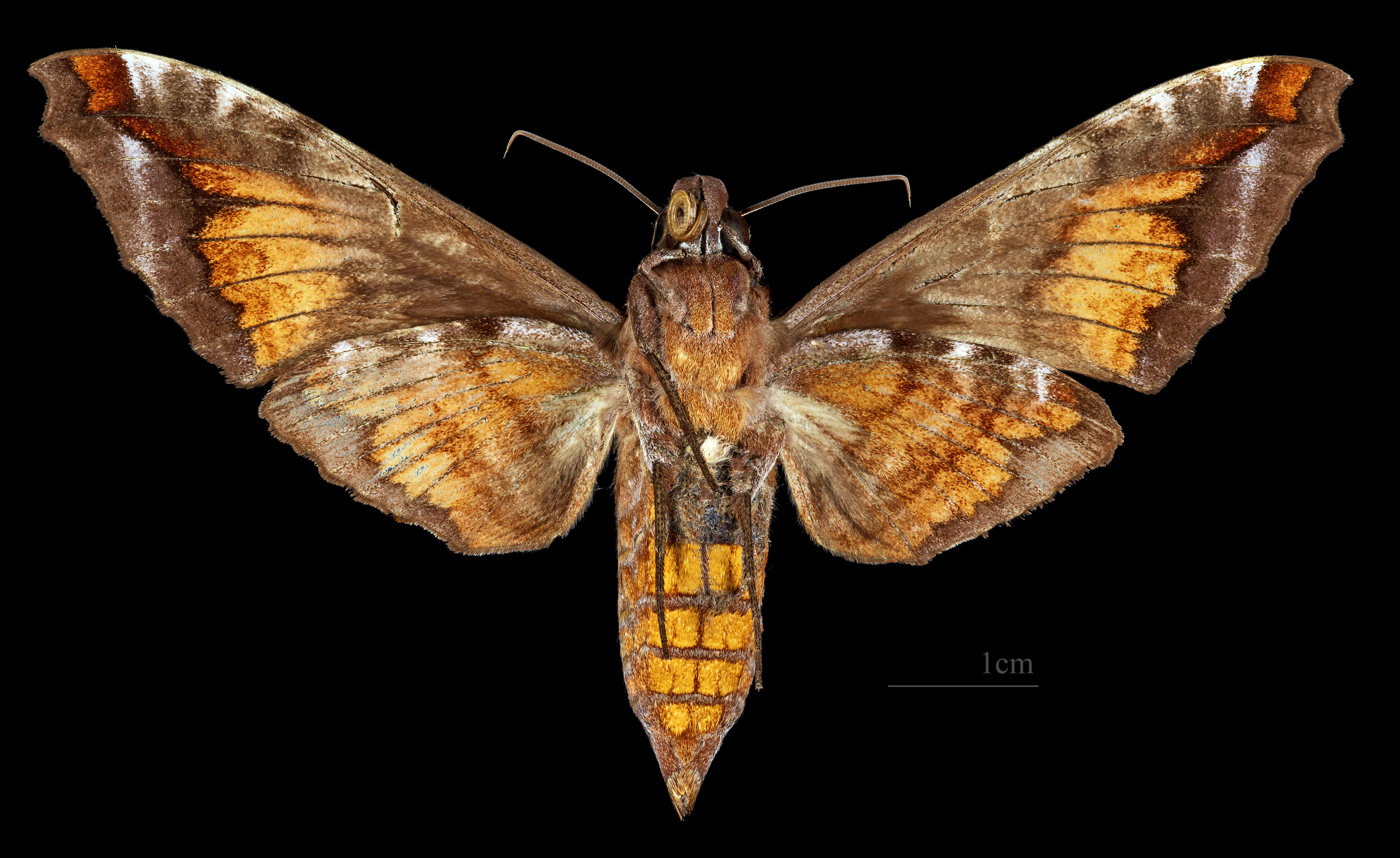
Acosmeryx sericeus ♀ △